# Toyota Carina ED

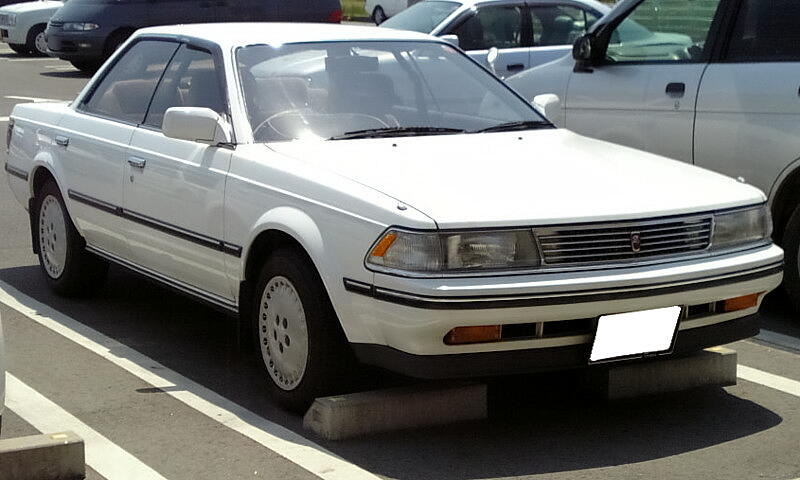
1987 Carina ED

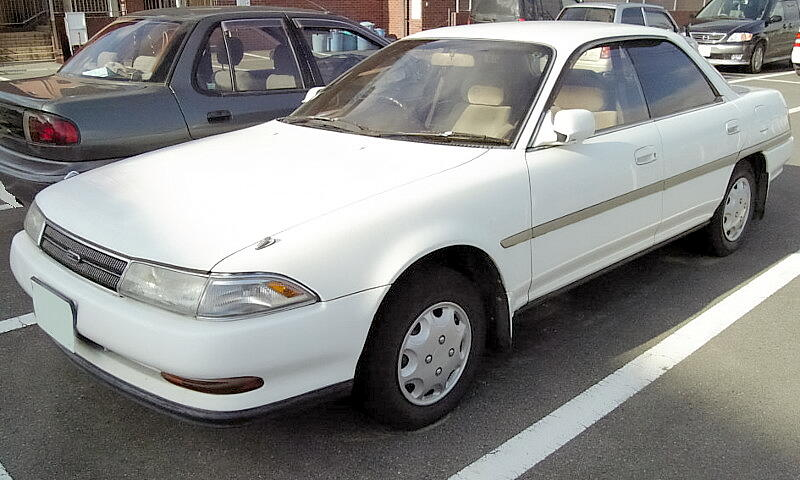
1989 Carina ED

Toyota Carina ED – samochód osobowy z segmentu C produkowany pod japońską marką Toyota od sierpnia 1985 do kwietnia 1998 roku. Był to 4-drzwiowy hardtop sedan dzielący rozwiązania konstrukcyjne z 4. generacją Celiki i Coroną Coupé. Nazwa ED była akronimem od angielskich słów exciting and dressy („ekscytujący i szykowny”). 
Pierwsza generacja cechowała się sportowym nadwoziem o wysokości 1310 mm co było najniższą w tamtym czasie wartością dla produkowanych seryjnie pojazdów 4-drzwiowych. Przy rozstawie osi równym 2525 mm długość nadwozia wynosiła 4475 mm. Do napędu służyły silniki takie jak: 1.8 1S-iLU (105 KM), 1.8 1S-ELU (115 KM), 2.0 3S-GELU (160 KM) czy też od maja 1988 1.8 4S-Fi. Moc przenoszona była na oś przednią.
We wrześniu 1989 roku zaprezentowano drugą generację modelu. Stylistyka nadwozia kontynuowała nurt zapoczątkowany przez poprzednika, bliźniaczą konstrukcją stał się model Corona EXiV. Rozstaw osi pozostał w porównaniu z 1. generacją niezmieniony, wysokość nadwozia wzrosła do 1315 mm, długość zaś do 4485 mm. Do napędu służyły silniki takie jakie: 2.0 3S-GE (165 KM), 2.0 3S-FE (125 KM, od sierpnia 1990 140 KM), 1.8 4S-Fi (105 KM) i 1.8 4S-FE (115 KM).
Trzecia generacja trafiła do produkcji w październiku 1993 roku, dzieliła rozwiązania konstrukcyjne z nową Celiką i Coroną EXiV. Wzrosły wymiary nadwozia, przy rozstawie osi 2535 mm osiągnięto długość 4500 mm, wysokość wynosiła 1325 mm. Do napędu użyto silników znanych z Toyoty Celiki, 2.0 (140 lub 180 KM) oraz 1.8 (115 lub 125 KM). Od maja 1994 dostępny był napęd AWD (tylko silnik 3S-GE). 

## Dane techniczne
| Wersja             | Silnik:                   | Układ zasilania:   | Średnica × skok tłoka: | St. sprężania:     | Moc maksymalna:                    | Maks. moment obrotowy      |
| Trzecia generacja: | Trzecia generacja:        | Trzecia generacja: | Trzecia generacja:     | Trzecia generacja: | Trzecia generacja:                 | Trzecia generacja:         |
| ------------------ | ------------------------- | ------------------ | ---------------------- | ------------------ | ---------------------------------- | -------------------------- |
| 1.8 4S-FE          | R4 1,8 l (1838 cm³), DOHC | wtrysk EFi         | 82,50 mm × 86,00 mm    | 9,5:1              | 125 KM (92 kW) przy 6000 obr./min  | 162 N•m przy 4600 obr./min |
| 2.0 3S-FE          | R4 2,0 l (1998 cm³), DOHC | wtrysk EFi         | 86 mm × 86,00 mm       | 9,5:1              | 140 KM (103 kW) przy 6000 obr./min | 186 N•m przy 4400 obr./min |
| 2.0 3S-GE          | R4 2,0 l (1998 cm³), DOHC | wtrysk EFi         | 86 mm × 86,00 mm       | 10,3:1             | 180 KM (132 kW) przy 7000 obr./min | 191 N•m przy 4800 obr./min |